# Marit Wagler
Marit Wagler (* 7. Januar 1983 in Annaberg-Buchholz) ist eine deutsche Politikerin (Die Linke). Von 2019 bis 2024 war sie Mitglied des Thüringer Landtags.

## Leben und Wirken
Marit Wagler studierte von 2002 bis 2008 Biologie an der Technischen Universität Dresden und der Universität Leipzig und war anschließend wissenschaftliche Mitarbeiterin an der Universität Stuttgart, bevor sie sich zwischen 2010 und 2011 durch ein Aufbaustudium an der Fachhochschule Nordhausen in Umwelttechnik und Recycling weitergebildet hat. 2012 begann Wagler ihr Promotionsstudium bei der Abteilung Ökophysiologie und Aquakultur des Leibniz-Instituts für Gewässerökologie und Binnenfischerei. Zwischen 2017 und 2019 arbeitete sie als wissenschaftliche Mitarbeiterin für Landesentwicklung, Landwirtschaft und Forsten in der Fraktion Die Linke im Thüringer Landtag.
Bei der Landtagswahl in Thüringen 2014 trat sie als Direktkandidatin der Linken im Wahlkreis Eichsfeld I an. Dabei erreichte sie 2.725 der 21.872 gültigen Wahlkreisstimmen (12,5 %) und konnte sich somit nicht gegen den Direktkandidaten der CDU, dem ehemaligen Minister für Bau, Landesentwicklung und Medien Gerold Wucherpfennig, durchsetzen. Am 1. Januar 2019 trat sie die Mandatsnachfolge für Mike Huster im Thüringer Landtag an, der mit Wirkung zum 1. Januar 2019 zum Vizepräsidenten des Thüringer Landesrechnungshofes gewählt wurde und zum 31. Dezember 2018 sein Mandat niedergelegt hatte. In der Fraktion Die Linke war sie Sprecherin für Landesentwicklung und Landesplanung und ab Februar 2019 Mitglied des Petitionsausschusses und stellvertretendes Mitglied des Ausschusses für Infrastruktur, Landwirtschaft und Forsten. Bei der Landtagswahl 2019 wurde sie über die Landesliste erneut in den Landtag gewählt. Bei der Landtagswahl 2024 kandidierte sie nicht erneut.

## Werke
- Jochen Gugel, Marit Wagler, Franz Brümmer: Porifera, one new species Suberea purpureaflava n. sp. (Demospongiae, Verongida, Aplysinellidae) from northern Red Sea coral reefs, with short descriptions of Red Sea Verongida and known Suberea species. In: Zootaxa. Band 2994, Nr. 1. Magnolia Press, Auckland 12. August 2011, S. 60–68, doi:10.11646/zootaxa.2994.1.5 (englisch).